# James Neesham
James Douglas Sheahan Neesham (* 17. September 1990 in Auckland, Neuseeland) ist ein neuseeländischer Cricketspieler, der seit 2012 für die neuseeländische Nationalmannschaft spielt.

## Aktive Karriere

### Anfänge in der Nationalmannschaft
Sein Debüt in der Nationalmannschaft gab Neesham im Dezember 2012, als er bei der Tour in Südafrika im Twenty20- und ODI-Format seine ersten Spiele absolvierte. Seinen nächsten Einsatz hatte er im Oktober 2013, als er in der ODI-Serie in Bangladesch zwei Mal vier Wickets (4/42 und 4/53) erzielte. Dies etablierte ihn im Team. Nach einer kurzen Verletzungspause folgten im Januar 3 Wickets für 16 Runs in den Twenty20s gegen die West Indies. Einen Monat später absolvierte er sein Test-Debüt gegen Indien, wobei er mit 137* Runs aus 154 Bällen ein Century erzielte. Im März reiste er mit dem Team nach Bangladesch für den ICC World Twenty20 2014. Dort gelangen ihm dann 3 Wickets für 22 Runs gegen Sri Lanka. Im Juni konnte er bei der Tour in den West Indies im ersten Test ein Century über 107 Runs aus 171 Bällen erzielen. Im dritten Test konnte er dann zwei Fifties (78 und 51 Runs) hinzufügen. In der Saison 2014/15 erreichte er gegen Pakistan 3 Wickets für 25 Runs in den Twenty20s. Kurz darauf konnte er dann im ersten Test der Serie gegen Sri Lanka ein Fifty über 85 Runs erzielen.
Jedoch wuchs zu dieser Zeit das Talent an All-roundern im Team Neuseelands und so bekam er viel Konkurrenz um seinen Platz in der Mannschaft. So wurde er beispielsweise nicht für den Cricket World Cup 2015 und den ICC World Twenty20 2016 nominiert. Im Sommer 2015 erlitt er eine Stressfraktur im Rücken und musste auf die Tour in England verzichten. Eine Rückenverletzung warf ihn auch im folgenden Winter zurück. Im Oktober 2016 kam er dann wieder für die Tour in Indien ins Team zurück. Im dritten Test konnte er ein Fifty über 71 Runs und im ersten ODI ein weiteres über 57 Runs erzielen. Im weiteren Verlauf der Saison erreichte er jeweils ein Half-Century in Australien (74 Runs) und gegen Südafrika (71* Runs). Der Sommer begann dann mit einem Fifty (52 Runs) gegen Bangladesch bei einem Drei-Nationen-Turnier in Irland, für das er als Spieler des Spiels ausgezeichnet wurde. Doch verlief die ICC Champions Trophy 2017 enttäuschend für ihn und das Team und so wurde er zunächst nicht mehr in diesem berücksichtigt.

### Comeback
Im Mai 2018 verlor Neesham seinen zentralen Vertrag mit dem neuseeländischen Verband. Vor allem seine fehlenden Erfolge als Bowler wurden ihm dabei zum Verhängnis. Zu Beginn des Jahres 2019 fand er seinen Weg zurück ins Team. Gegen Sri Lanka erzielte er im zweiten ODI dann ein Fifty über 64 Runs. Und so fand er Berücksichtigung im Kader für den Cricket World Cup 2019. Dort gelangen ihm gegen Afghanistan 5 Wickets für 31 Runs, wofür er als Spieler des Spiels ausgezeichnet wurde. Gegen Pakistan erzielte er im weiteren Turnierverlauf ein Fifty über 97* Runs, was jedoch nicht zum Sieg reichte. Im Finale gegen England konnte er dann 3 Wickets für 43 Runs beisteuern, was jedoch nicht zum Titelgewinn ausreichte.
Gestärkt durch diese Leistungen etablierte er sich wieder im Team. Im März 2021 erzielte er gegen Bangladesch 5 Wickets für 27 Runs in der ODI-Serie. Beim ICC Men’s T20 World Cup 2021 war seine beste Leistung 27 Runs im Halbfinale gegen England.